# Kettuvallam

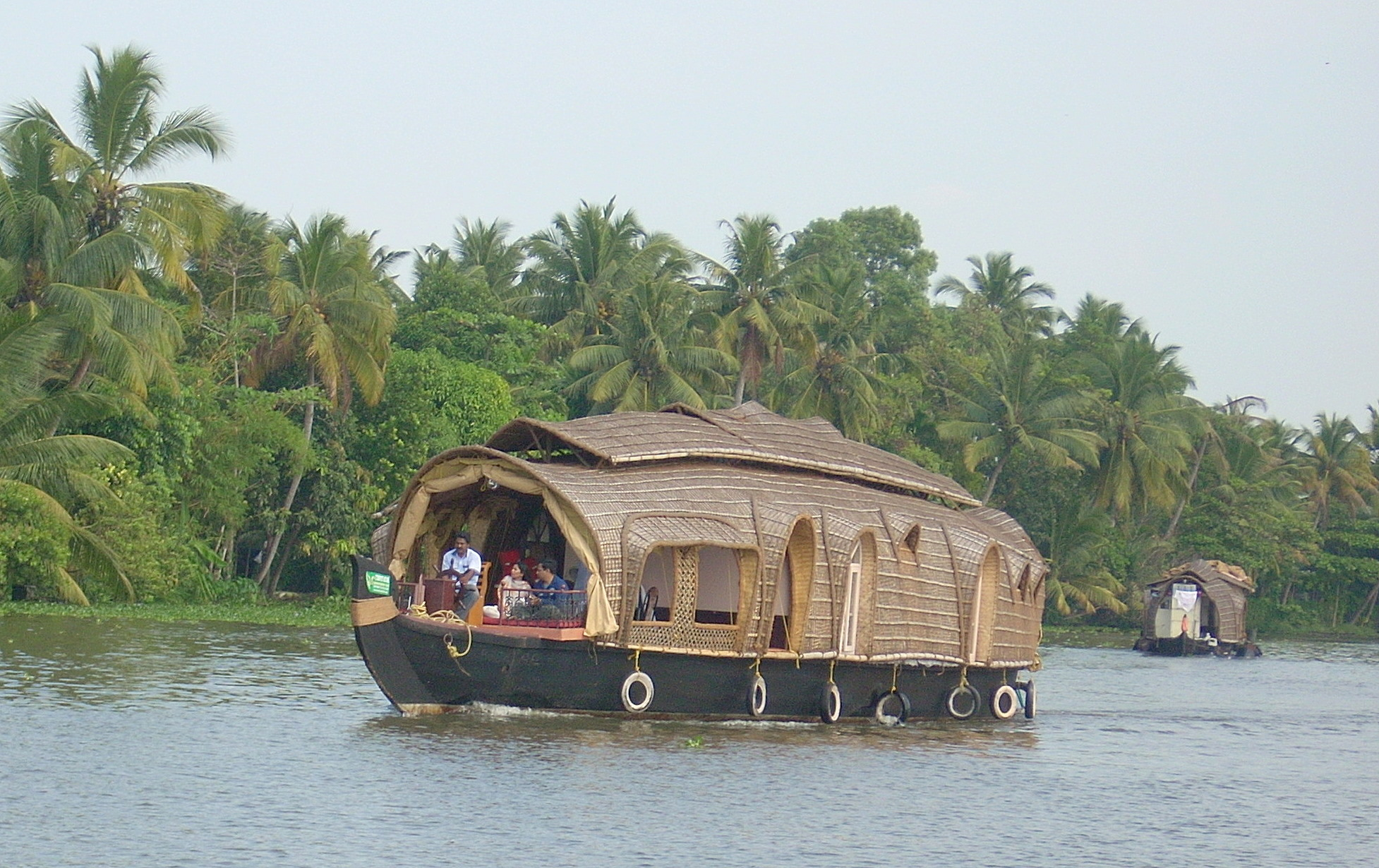
Ein Kettuvallam in den Backwaters, Kerala.

Ein Kettuvallam ist ein motorisiertes Hausboot, umgebaut aus einer ehemaligen Lastbarke, das vor allem in den Backwaters im indischen Bundesstaat Kerala eingesetzt wird. Es dient ausschließlich touristischen Zwecken.

## Etymologie
In der Sprache Malayalam bedeutet kettu so viel wie nähen, binden oder schnüren, und vallam steht für Boot. Das zusammengesetzte Wort Kettuvallam bezieht sich damit auf den traditionellen Bau dieser Boote.

## Bauweise
Ein Kettuvallam ist typischerweise rund 30 Meter lang und in der Mitte etwa 4 Meter breit. Es ist hauptsächlich aus dem Holz des Aanjilis (Artocarpus hirsutus) gefertigt, einem Baum aus der Familie der Jackfrucht-Gewächse. Daneben findet auch Bambus Verwendung. Die Spanten und Planken sind mittels Kokos- oder sonstigen Palmfaserstricken verbunden. Charakteristisch für ein Kettuvallam ist der Umstand, dass für den gesamten Bootsbau kein einziger Nagel verwendet wird.
Kettuvallams sind zu Hausbooten umgebaute Lastbarken, die zuvor zum Transport von Gütern, hauptsächlich Reis und Gewürzen, eingesetzt wurden. Beim Umbau zum Hausboot werden die Aufbauten aus- und umgebaut, Fenster eingebaut, Fußböden eingezogen usw. Ein so umgebautes Kettuvallam besitzt dann typischerweise zwei bis drei Schlafzimmer und Badezimmer für die Gäste sowie eine Küche für die Besatzung. Der Zugang zum Hausboot erfolgt seitlich in der Bootsmitte mittels Klappsteg. Es existieren auch Kettuvallams in gehobener Ausführung; diese besitzen u. a. ein zusätzliches Oberdeck.
Eine Bootsvariante, die nur noch optisch traditionellen Kettuvallams ähnelt, entsteht durch die Verwendung von Fiberglas anstatt Holz.

## Tourismus
Kettuvallams werden ausschließlich zu touristischen Zwecken eingesetzt. Die Idee, traditionelle Lastbarken zu Hausbooten für den Tourismus umzubauen, geht angeblich auf Babu Varghese (1951–2011) zurück, den früheren Geschäftsführer von TourIndia.
1991 ging in Alumkadavu im Distrikt Kollam das erste umgebaute Hausboot zu Wasser. Inzwischen befahren mehr als eintausend Kettuvallams die Backwaters in Kerala. Die Anzahl der Boote wurde mittlerweile begrenzt: eine Lizenz für ein neues Hausboot wird nur noch vergeben, wenn dafür ein altes ausrangiert wird.
The Hindu – die drittgrößte englischsprachige Tageszeitung Indiens – schrieb bereits 2002 über die Bedeutung des Kettuvallams für Kerala: 

“A cruise along the mirror-still lagoons, picture-book lakeside, palm-fringed canals and shimmering rivulets of God's Own Country is the most enchanting holidaying experience in the country. With a cruise along the palm-fringed waterways turning to be part and parcel of holidayer's itinerary, the traditional Kettuvallam has emerged as the mascot of Kerala Tourism.”

„Eine Schiffsreise entlang spiegelblanker Lagunen, Seeufern wie aus dem Bilderbuch, von Palmen gesäumten Kanälen und schimmernden Flüsschen in God's Own Country ist die höchst bezaubernde Urlaubserfahrung des Landes. Mit einer Bootsreise entlang der palmengesäumten Wasserwege als einem wesentlichen Bestandteil im Reiseplan von Urlaubern, wurde das traditionelle Kettuvallam zum herausragenden Sinnbild des Tourismus in Kerala.“